# 인천대교 (기업)
인천대교(仁川大橋, Incheon Bridge)는 제2경인고속도로의 공항신도시 분기점 ~ 학익 분기점 / 연수 분기점 ~ 송도 나들목 (인천대교고속도로) 구간을 건설하고 휴게소와 같은 제반 시설의 관리·운영하는 대한민국의 기업이다. 고속도로의 소유권은 대한민국 정부가 가지고 관리운영권을 30년간 보장받았다. 인천대교는 총 연장 21.38km로 국내 최장대교량이다.

## 역사
- 1999년 7월: 김대중 전 대통령 캐나다 방문 중 인천제2연륙교 경협사업 제시
- 1999년 12월 23일: 회사 설립.
- 2000년 2월 28일: 캐나다 AGRA사에서 인천제2연륙교 민간투자사업제안서 제출 (영국 AMEC사에 인수)
- 2000년 5월: 캐나다 AGRA사 영국 AMEC사에 인수
- 2001년 3월 19일: 인천제2연륙교 민간투자사업 심의 완료
- 2001년 7월 14일: 민간투자사업 우선협상자 지정
- 2003년 6월 13일: 민간투자사업 실시협약체결 및 사업시행자 지정
- 2005년 6월 3일: 인천제2연륙교 명칭을 인천대교로 확정
- 2005년 6월 16일: 인천대교 기공식
- 2005년 7월 1일: 민자 구간 (공항신도시 분기점 ~ 학익 분기점 / 연수 분기점 ~ 송도 나들목) 본공사 착공
- 2009년 10월: 민자 구간 공사 마무리
- 2009년 10월 16일: 민자 구간 전 구간 (공항신도시 분기점 ~ 학익 분기점 / 연수 분기점 ~ 송도 나들목) 개통 (통행료 6,000원)
- 2009년 10월 19일: 자정부터 차량 통행 시작

## 같이 보기
- 제2경인고속도로
- 인천대교
- 제2경인연결고속도로